# Орхеви (посёлок в Тбилиси)
Орхеви (груз. ორხევი, МФА: [ɔrxɛvi]о файле; полное наименование — посёлок Орхе́ви, груз. ორხევის დასახლება, МФА: [ɔrxɛvis dasaxlɛba]о файле) — посёлок (дасахлеба) и пригород в восточной части Тбилиси, входящий в состав Самгорского района. Расположен на левом берегу реки Кура, между посёлками Самгори-II и Земо (Верхняя) Алексеевка. Для размещения строителей и инженеров треста «Самгорводстрой», занимавшегося возведением Тбилисского водохранилища и Самгорской оросительной системы, в середине XX века был основан благоустроенный рабочий посёлок. Со временем он трансформировался из промышленного центра советской эпохи в спальный район со смешанной застройкой.
Территория посёлка была заселена ещё в эпоху поздней бронзы (XIII—XI вв. до н. э.), о чём свидетельствуют многочисленные археологические находки.  Современная история Орхеви началась в 1948 году с созданием здесь ключевой промышленно-логистической базы треста «Самгорводстрой». В короткие сроки посёлок был застроен жилыми домами и обеспечен собственной социальной инфраструктурой.
В 1960—1980-е годы промышленный профиль Орхеви значительно расширился: были построены крупные предприятия, в том числе стратегически важный завод железобетонных конструкций (ЖБК) для нужд тбилисского метрополитена, а также филиал комбината стройматериалов и другие производства. Архивные источники этого периода детально отражают жизнь посёлка, фиксируя как официальные достижения, так и бытовые проблемы жителей.
Распад СССР открыл новый этап в истории Орхеви, характеризовавшийся приватизацией советских предприятий, ростом преступности, получившим широкую известность из-за дела «орхевского маньяка», и одновременно духовным возрождением, символом которого стало строительство храма Святой Нино. В XXI веке посёлок столкнулся с современными вызовами, включая социальные протесты, экологические проблемы и конфликты вокруг незаконных построек. В то же время начался период активного благоустройства: были обновлены дороги, реабилитированы социальные объекты и созданы новые рекреационные зоны. 

## Этимология
Название «Орхеви» происходит, предположительно, от одноимённой реки, составлено путём объединения двух слов на грузинском языке «ори хеви» (груз. ორი ხევი) и означает «два оврага» или «слияние двух оврагов». Исторически эта местность, включая соседние посёлки, была известна под названием Карисеби (груз. ქარისები), что переводится как «ветреные места». Этот топоним не является уникальным и встречается в разных частях Грузии. Наиболее известно одноимённое село в Тианетском муниципалитете. Кроме того, топоним зафиксирован в литературных и исторических источниках, относящихся к другим регионам страны:
- В Имеретии — упоминается в романе Константина Лордкипанидзе «Заря Колхиды» (1933) как местность в Хонском районе, которую проезжают герои[12][13].
- В Кахетии — в рецензии 1958 года на роман Тины Донжашвили «На Алазани» упоминается колхоз Орхеви, предположительно располагавшийся в Гурджаанском районе[14].

## Археология
Территория, на которой расположен современный посёлок, имеет древнюю историю. На Орхевском поле, в месте слияния рек Орхеви и Куры, были обнаружены захоронения эпохи поздней бронзы (XIII—XI вв. до н. э.). В ходе археологических раскопок было найдено более 80 артефактов, включая разнообразную керамику (кувшины, горшки, чаши), бронзовое оружие (кинжалы, топоры, наконечники копий и стрел), а также украшения из бронзы, кости и сердолика. Эти находки свидетельствуют о плотном заселении этой местности и развитом хозяйстве, основанном на земледелии и скотоводстве, уже более трёх тысяч лет назад.

## История

### Предыстория местности (до 1948 года)
До основания современного рабочего посёлка название «Орхеви» относилось к географической местности и, предположительно, к одноимённой железнодорожной станции. Впервые в советский период местность упоминается в контексте советизации Грузии в феврале 1921 года, когда наступающие части 11-й Красной армии продвигались в том числе на станцию Орхеви в рамках наступления на Тифлис.
В послевоенные годы, с началом реализации проекта Самгорской оросительной системы, местность стала объектом активного освоения. Первые подготовительные работы начались в 1946 году. В октябре того же года в прессе сообщалось о начале строительства рабочих посёлков в районе будущего Тбилисского водохранилища. Позднее, в письме жителей посёлка от 1970 года, утверждалось, что первые временные сооружения были построены ещё в 1946 году.
К концу 1946 года Орхеви уже был признанным географическим ориентиром на административной карте столицы. При образовании избирательных округов Тбилиси в декабре 1946 года, он был упомянут как пограничный пункт Навтлугского избирательного округа, граница которого проходила «от станции Навтлуги до Орхеви».

### Основание промышленной базы (1948)
Полномасштабное промышленное освоение местности, уже известной как Орхеви, началось в 1948 году, когда эта территория была выбрана в качестве ключевой промышленно-логистической базы для треста «Самгорводстрой», ведущего строительство Самгорской оросительной системы.
Развитие шло быстрыми темпами. В марте 1948 года начальник треста В. Гаганидзе анонсировал создание в Орхеви базы материального снабжения, включающей центральные механические мастерские, гараж и лесопильный завод. Уже к апрелю того же года автомастерские, гараж и механические мастерские были сооружены. К июлю завершалось оборудование центральной механической мастерской, которую оснащали «первоклассными станками» для ремонта строительной техники и изготовления деталей. Одновременно к промышленной зоне подводилась линия электропередачи для питания мастерской, лесопильного завода, а также материального и цементного складов.
Помимо промышленной застройки, Орхеви стал отправной точкой для транспортной инфраструктуры всего проекта. Именно от Кахетинского шоссе в районе Орхеви начиналась прокладка отдельной эксплуатационной дороги, которая прошла вдоль всей трассы магистрального канала и связала все его участки.

### Становление рабочего посёлка (1949—1950-е)
После создания промышленной базы началось активное строительство жилья. В октябре 1949 года газета «Коммунист» сообщала: «В Орхеви уже готовы несколько жилых домов и столовая… тогда Орхеви уже будет посёлком (даба)».
К концу 1950 года посёлок Орхеви, входивший в состав Гареубанского района Тбилиси, превратился в благоустроенный рабочий городок для строителей Самгорской оросительной системы. За два года было построено 26 жилых домов, детский сад, ясли, амбулатория, парикмахерская, баня, столовая и магазин. Вдоль прямых улиц были высажены декоративные деревья, а в посёлке оборудованы собственный радиоузел, водопровод и электростанция. К этому времени заканчивалось строительство клуба на 300 мест и здания почты. Жилищное строительство продолжалось: к декабрю того же года были возведены шесть дополнительных домов для водителей и механизаторов, а также открыты врачебные участки со стоматологическими кабинетами.
Социальная и культурная жизнь посёлка также быстро развивалась. В 1951 году была открыта массовая библиотека (ныне — Библиотека имени Терентия Гранели) и новый клуб, где проводились концерты, в том числе гастроли артистов из Литовской ССР. Посёлок гордился своими передовиками производства, среди которых были кровельщик Георгий Пешхелашвили, водители Надежда Клышина и Иван Арутюнов, экскаваторщики Иван Тимченко (в газетной публикации, вероятно, ошибочно названный Георгием) и Степан Фадеев, пильщик Михаил Меладзе и плотник Георгий Ниношвили.
Одновременно шло административное и политическое становление Орхеви. 25 января 1950 года был учреждён Орхевский избирательный участок, а к 1954 году здесь уже действовала первичная партийная организация. Для обеспечения стройки квалифицированными рабочими в посёлке были организованы курсы по подготовке и повышению квалификации строительных кадров.
Несмотря на активное развитие, качество жизни и коммунальных услуг не всегда было высоким. В 1952 году жители жаловались на скудный ассортимент в магазине и были вынуждены ездить за товарами первой необходимости в Тбилиси.

### Административные реформы и промышленный рост (1960—1980-е)
В 1960-е годы посёлок прошёл через значительные административные преобразования и столкнулся с бытовыми проблемами, характерными для быстрорастущих рабочих поселений. В апреле 1962 года, в рамках реформы, Самгорский район был выделен из административного подчинения Тбилиси. Одновременно «поселение Управления Самгорской оросительной системы» было официально объединено с селом Орхеви, и новому образованию было присвоено название посёлок Самгори. Несмотря на официальное переименование, историческое название «Орхеви» прочно сохранилось в повседневном обиходе, что подтверждается многочисленными письмами жителей в газеты того времени.
Социальная жизнь посёлка этого периода была запечатлена на страницах газеты «Заря Востока». В декабре 1962 года были опубликованы два письма, отражавших контрасты быта. 7 декабря группа из 15 жителей, включая общественного контролёра Т. Семихову, опубликовала коллективное письмо с жалобами на работу продовольственного магазина (зав. Г. Байрамов), мясо-овощного ларька (зав. С. Лазаришвили) и ресторана (зав. Н. Джалалов). Жители сообщали о завышении цен на выпечку, продаже мяса по единой цене без разделения по сортам и нелегальной торговле спиртным в киоске прохладительных напитков. Примечательно, что днём позже, 8 декабря, в той же газете появилось другое письмо, в котором жители, включая Осипову Анну Алексеевну, Г. Тимченко и Р. Яковенко, выражали сердечную благодарность детскому врачу местной поликлиники Эдите Георгиевне Асатиани, отмечая, что её «добрая улыбка и доброе слово — лучшее лекарство для больных». К 1970 году, спустя почти четверть века после основания, бытовые проблемы обострились: в коллективном письме 40 жителей жаловались на крайнюю ветхость «временных сооружений, построенных в 1946 году», частые перебои с подачей питьевой воды и практически полное отсутствие электричества.
К 1970-м годам Орхеви был включён в состав Заводского района (груз. საქარხნო რაიონი) Тбилиси, и власти начали уделять внимание его благоустройству, в частности, освещению дорог. В этот период промышленный профиль Орхеви, изначально сосредоточенный на строительстве, начал активно диверсифицироваться. В дополнение к уже существовавшему Орхевскому животноводческому совхозу, в посёлке развернулось строительство целого ряда новых промышленных объектов.
Ключевым предприятием стал новый завод железобетонных конструкций (ЖБК), построенный в начале 1980-х годов силами «Тбилтоннельстроя» под руководством Героя Социалистического Труда Александра Даташвили. Это предприятие, расположенное на поле, которое, по словам современника, «было похоже на взлётную полосу», и мимо которого проходила дорога, окаймлённая «розовой пеной цветущего миндаля» садов посёлка Алексеевка, имело стратегическое значение. Оно было критически важным для обеспечения строек тбилисского метрополитена, которые, по выражению журналиста, «голодали», испытывая острый недостаток в конструкциях, и ждали пуска завода, как «манны небесной». В феврале 1982 года завод, включавший бетоносмесительный узел и центральный склад на 1100 тонн цемента, выдал первую продукцию. Его проектная мощность составляла 20 тысяч м³ сборного железобетона и 50 тысяч м³ товарного бетона в год. В связи с его запуском старый завод ЖБК на улице Элиава в Тбилиси был ликвидирован в 1983 году.
В середине 1980-х в Орхеви был открыт филиал Тбилисского комбината стройматериалов с новым инструментальным цехом. Для его укомплектования руководство организовало «трудовой десант» из опытных коммунистов с головного предприятия во главе с инженером Семёном Семилетовым, чтобы традиции комбината, как говорилось, были «уже в крови». К 1988 году комбинат наладил выпуск сантехники и облицовочных плит из отходов мрамора и полимеров, используя оборудование от западногерманской фирмы «АДМ» и голландской «Шторк».
Промышленная инфраструктура посёлка также включала:
- Завод органических удобрений — строился в 1962 году, к которому через Куру был перекинут специальный мост-акведук с трубопроводом[46].
- Полигоны по производству железобетонных лотков для ирригационных систем (действовали в 1963 году)[47].
- Текстильно-галантерейный комбинат (строился в 1971 году)[48].
- Новые корпуса для Завода литейного оборудования им. Калинина (срок сдачи в 1989 году)[49].
- Производство сувениров объединения «Солани» (планировалось в 1985 году), которое должно было выпускать изделия в национальном стиле: сумки, кисеты, платки и головные уборы[50].

Для обеспечения растущей промышленности кадрами, в 1982 году по адресу ул. Ахвледиани, 1, уже действовал учебный комбинат «Грузглавмонтажспецстрой», где готовили газоэлектросварщиков, слесарей-сантехников и монтажников, предоставляя учащимся общежитие и стипендию в размере 75 рублей в месяц при сроке обучения от 3 до 6 месяцев, а в 1987 году обсуждалось создание в Орхеви централизованной ремонтной базы для нужд промышленности всей республики.

### Постсоветский период и современность

#### 1990-е: Экономика переходного периода
В 1990-е годы на базе советских промышленных объектов начали формироваться частные компании. Ярким примером адаптации к новым условиям стало АО «Вазиани». Его генеральный директор, Давид Ахвледиани, получивший образование в Москве по специальности «внешняя торговля», вернулся в Грузию в трудные годы и возглавил предприятие. К 1998 году «Вазиани» выпускало популярное шампанское «Царское», но, как и многие производства того времени, сталкивалось с высоким налогообложением и нехваткой рынков сбыта, что мешало производить коньяки и заставляло работать на неполную мощность.
Экономическая обстановка того времени отражалась в деталях. В 1996 году Посольство США проводило в Орхеви, на территории Молочного комбината, закрытый аукцион, на котором продавались дефицитные товары: генераторы, стиральные машины, сушилки и строительные материалы, что свидетельствует о потребностях населения и организаций в базовой инфраструктуре. Однако не все новые предприятия поддерживали высокие стандарты: в том же году фирма «Гиорги-94» из Орхеви упоминалась в прессе в связи с выпуском некачественного вина.
Во второй половине десятилетия началась масштабная приватизация по ваучерной системе. На торги с номинальной стоимостью акций в один доллар были выставлены крупные промышленные предприятия посёлка: АО «Полимерное изделие», расположенное на 4,3 гектарах земли, и ремонтно-механический завод «Халиби».

#### Духовная жизнь, безопасность и развитие в 2000-е
На фоне социально-экономических трудностей в посёлке началось духовное возрождение. Знаковым событием стало строительство нового православного храма в честь Святой Нино. История построения храма.
В то же время Орхеви приобрёл новое значение в системе обороны страны. В 2007 году, в рамках военного сотрудничества с Турцией, был отремонтирован и оснащён ремонтный пункт для батальона логистики, расположенного в посёлке.

##### Дело «Орхевского маньяка» и криминальная хроника
В 2000-х годах посёлок получил печальную известность в связи с серией жестоких убийств и актов каннибализма, совершённых местным жителем Михаилом Азаладзе. Он получил от правоохранительных органов прозвище «Орхевский маньяк» и был приговорён к пожизненному заключению. Преступления, совершённые на улице Чантладзе, 1 в Орхеви, привлекли к посёлку внимание всей страны.
Помимо этого резонансного дела, криминальная хроника того периода отражала и другие происшествия. В марте 2000 года в Орхеви был задержан житель города Шахты (Россия), который контрабандным путём привёз в Грузию и пытался сбыть 78,2 грамма опиума. В то же время жители посёлка и сами становились жертвами общей неспокойной обстановки: в том же месяце сообщалось о нападении в центре Тбилиси, у Фуникулёра, на жителя Орхеви Георгия Цховребашвили.

#### Современный этап
В XXI веке Орхеви продолжает развиваться как неотъемлемая часть Тбилиси. Местность упоминается в современных научных исследованиях, в частности, в 2011 году образцы суглинка из района Орхеви использовались для геотехнических испытаний. В политической жизни столицы посёлок входит в состав одного из мажоритарных округов Самгорского района, представители которого избираются в городское сакребуло.
В этот же период власти решали проблему расселения жителей из ветхого жилья. В январе 2011 года Орхеви стал местом принудительного выселения десятков семей вынужденно перемещённых лиц (ВПЛ), проживавших в одном из бывших административных зданий посёлка. 20 января 2011 года, при участии полиции, было произведено их выселение. Согласно кадрам новостного репортажа телеканала «Либерал», среди выселяемых были беженцы, пострадавшие в результате войны 2008 года. Жители в интервью выражали своё отчаяние, заявляя, что их перевозят «как скот» (груз. როგორც საქონელი), и выражали неуверенность в своём будущем месте жительства. Часть семей была переселена в коттеджи в Гори, однако, по словам одного из жителей, компенсация не покрыла всех членов его большой семьи, и часть людей осталась без определённого места жительства. Выселение сопровождалось погрузкой личных вещей, включая мебель и иконы, в военные и гражданские грузовики.
Особое внимание было приковано к аварийному зданию бывшей автобазы «Турист» на улице Чантладзе, 4/2, где с 1998 года проживали 10 семей вынужденно перемещённых лиц (ВПЛ) и 6 социально уязвимых семей. 
Согласно репортажу телеканала «Свободная Зона» от 7 февраля 2016 года, здесь в самодельных постройках без канализации, газа и нормального водоснабжения на протяжении 10-15 лет они проживали. Жители жаловались на полное бездействие властей, включая Гулико Зумбадзе (депутат Сакребуло) и Мамуку Чокури (бывший глава Самгорского района), которые, по их словам, давали обещания лишь в предвыборный период, но не решали их главную проблему — легализацию жилья. В апреле 2016 года, после многочисленных обращений, было принято решение о проведении повторной технической экспертизы здания. К июню того же года было достигнуто соглашение о предоставлении нового жилья 11 семьям ВПЛ по линии профильного министерства, а также о поиске альтернативного жилья для 9 семей, не имевших статуса ВПЛ. Вопрос окончательного расселения оставался на повестке Комиссии по правам человека и гражданской интеграции Сакребуло и в 2017 году.
В июле 2016 года посёлок стал ареной социального протеста. Жители вышли на акцию с требованием восстановить бывшую поликлинику № 22, которая была единственным медицинским учреждением в Орхеви. Поликлиника была закрыта ещё в 2011 году путём слияния с поликлиникой № 16 в Лило, а на момент протеста её здание уже демонтировалось. Акция, инициированная представителем оппозиционной партии «Альянс патриотов» Бежаном Гунавой, переросла в столкновения с сотрудниками бюро мажоритарного депутата района Гулико Зумбадзе.

#### Создание муниципального жилья и первый конфликт (2015)
В 2015 году социальное жильё в Орхеви, ещё на этапе завершения строительства, стало предметом социального конфликта. Поводом послужили планы властей по переселению 117 социально уязвимых семей, проживавших в здании бывшего военного госпиталя в Исанском районе, с целью освободить его для последующей реабилитации и заселения 160 семей внутренне перемещённых лиц. Часть выселяемых семей планировалось разместить в новом муниципальном жилье в Орхеви, рассчитанном на 72 семьи.
Процесс вызвал протесты переселяемых семей и критическую оценку со стороны правозащитной организации «Центр мониторинга и образования в области прав человека» (EMC, позднее — «Центр социальной справедливости»). В своём заявлении от 12 августа 2015 года EMC указала на системные недостатки плана расселения:
- Отсутствие прозрачных критериев: Было неясно, по какому принципу из 117 семей будут выбраны те 72, которые получат квартиры в Орхеви, что, по мнению организации, создавало риск несправедливого распределения жилья[70].
- Несоответствие предлагаемого жилья: По заявлениям переселяемых, квартиры в Орхеви были неадекватно малы для многодетных семей и не имели элементарных бытовых удобств[70].
- Нестабильность альтернатив: Семьям, не попавшим в Орхеви, предлагалась лишь временная субсидия на аренду до конца бюджетного года, что не являлось долгосрочным решением[70].
- Нарушение международных стандартов: Правозащитники подчеркнули, что процесс нарушает обязательства Грузии в области права на достаточное жилище, так как выселение возможно лишь как крайняя мера и при условии предоставления адекватной альтернативы[70].

EMC потребовала немедленно приостановить процесс выселения, разработать объективные критерии оценки нужд бездомных семей и предложить им стабильные, долгосрочные жилищные решения с их непосредственным участием в процессе.

##### Снос незаконных построек (2022)
В январе 2022 года Орхеви оказался в центре общественного внимания в связи со сносом нескольких жилых строений. По распоряжению муниципальной инспекции мэрии Тбилиси были демонтированы здания, которые власти охарактеризовали как незаконные постройки на государственной земле.
Событие вызвало неоднозначную реакцию. Мэр Тбилиси Каха Каладзе заявил, что снос был произведён после неоднократных предупреждений и что городские власти не допустят самовольного захвата земель. В свою очередь, правозащитная организация «Центр социальной справедливости» (SJC) выступила с резкой критикой. В заявлении организации действия мэрии были названы «ещё одной репрессивной мерой» против бездомных и частью системной политики, а не единичным случаем. Особо подчёркивалось, что снос, произведённый в зимний период и в условиях пандемии COVID-19 без предложения альтернативного жилья, ставит людей «перед риском оказаться на улице, в нищете и физического уничтожения». Правозащитники указали на системный изъян в законодательстве, которое, игнорируя международные стандарты, не признаёт принудительный демонтаж жилья формой выселения, тем самым лишая пострадавших правовой защиты. В связи с этим SJC выдвинула конкретные требования:
- к мэрии Тбилиси — немедленно прекратить снос и обеспечить пострадавших адекватным жильём[73];
- к Министерству по делам вынужденно перемещённых лиц, труда, здравоохранения и социальной защиты — разработать национальную стратегию по обеспечению жильём[73];
- к Правительству и Парламенту Грузии — законодательно признать принудительное выселение при демонтаже формой выселения и привести национальное законодательство в полное соответствие с международными нормами в области прав человека[73].

##### Конфликт вокруг социального жилья (2023—2025)
В конце 2023 года стала известна проблема безопасности социального жилого корпуса в Орхеви. Здание, построенное в 1967 году и изначально служившее комбинатом школьного питания, было передано под социальное жильё в 2017 году для размещения семей, зарегистрированных как бездомные. К 2022 году в нём проживало 260 человек. С годами его состояние значительно ухудшилось: жители, включая детей и лиц с ограниченными возможностями, жаловались на постоянный шум, сырость, перенаселённость и повреждение стен и потолков в квартирах.
В декабре 2023 года правозащитная организация «Центр социальной справедливости» (SJC) опубликовала данные инженерно-проектного исследования, заказанного администрацией Самгорского района. Экспертиза выявила критические проблемы:
- Несоответствие нормам сейсмостойкости: Здание не отвечало современным требованиям для 8-балльной сейсмической зоны[74].
- Неудовлетворительное состояние несущих конструкций: Были обнаружены некачественно забетонированные узлы каркаса и использование силикатного кирпича, запрещённого современными нормами[74].
- Риск обрушения: Начался процесс коррозии металлических элементов, на которых держатся ригели, что создавало угрозу «мгновенного обрушения»[74].
- Нецелесообразность ремонта: Стоимость восстановительных работ значительно превышала 50% от общей стоимости здания[74].

Эксперты заключили, что эксплуатация здания без капитального укрепления недопустима и на время работ необходима полная эвакуация жителей. Правозащитники призвали мэрию Тбилиси незамедлительно предоставить жильцам безопасное и достойное альтернативное жильё.
Ситуация вновь обострилась в мае 2025 года. К тому моменту в аварийном здании оставалось около 25 из 75 семей. Мэрия Тбилиси предложила им схему переселения: временная аренда квартир за счёт города с последующим предоставлением постоянного жилья. Однако жители отвергли это предложение из-за отсутствия юридических гарантий, опасаясь, что временное размещение станет бессрочным. Они потребовали предоставить им официальные документы, гарантирующие право собственности на новое жильё, и организовать встречу с мэром Кахой Каладзе.
Конфликт усугубился, когда власти отключили в здании электроэнергию для ускорения выселения. Жители расценили это как меру давления и, по их утверждению, самостоятельно восстановили электроснабжение. Они также заявили о намерении начать бессрочную акцию протеста у здания мэрии.

#### Военно-логистический хаб в Орхеви
В постсоветский период Орхеви приобрёл важное стратегическое значение, став местом дислокации одного из ключевых объектов Сил обороны Грузии. Здесь располагается транспортная (автомобильная) база Командования логистического обеспечения (груз. თავდაცვის ძალების ლოგისტიკური უზრუნველყოფის სარდლობის სატრანსპორტო/საავტომობილო ბაზა), которая функционирует как центральный хаб для приёма, распределения, обслуживания и модернизации военной техники.
База в Орхеви является основной площадкой для реализации программ международного военного сотрудничества, в первую очередь с Турцией. В рамках «Соглашения о военно-финансовом сотрудничестве» здесь регулярно проходят официальные церемонии передачи техники.
- 29 января 2022 года турецкая сторона передала 11 единиц логистических машин, 2 микроавтобуса и 2 трактора общей стоимостью 597 722 доллара США. На мероприятии присутствовали министр обороны Джуаншер Бурчуладзе, его заместитель Георгий Хаиндрава, заместитель командующего Силами обороны бригадный генерал Джони Татунашвили и посол Турции Фатма Джерен Язган. Акты приёма-передачи подписали командующий авиацией и ПВО полковник Серго Нинуа и командующий логистикой полковник Кахабер Табатадзе[76].
- 19 июля 2021 года были переданы 4 машины технического обслуживания производства компании BMC на сумму 866 400 долларов США в присутствии министра Бурчуладзе и командующего Силами обороны генерал-майора Георгия Матиашвили[78].
- 19 августа 2015 года была передана партия из 143 наименований материально-технических средств на сумму около 700 тысяч долларов, предназначенных как для Вооружённых сил, так и для Департамента пограничной охраны МВД. Документы подписывали командующий логистикой Мамука Цхведиани и заместитель военного атташе Турции Бюлент Корт[79].
- 2 мая 2012 года были переданы полевые ремонтно-пожарные машины марок Land Rover и Ford. На церемонии присутствовал заместитель министра обороны Александр Бурчуладзе и посол Турции Мурат Бурхан[80].

Объект также играет центральную роль в программах модернизации грузинской армии и улучшения социальных условий для военнослужащих. 26 июля 2020 года по инициативе министра Ираклия Гарибашвили на базе в Орхеви был дан старт процессу перевооружения подразделений новыми автомобилями, включая пикапы Toyota Hilux и внедорожники Toyota Land Cruiser, а также технику от MAN, Iveco и Ford. Эта мера была направлена на замену устаревшей техники, на ремонт которой ежегодно тратились миллионы лари. 1 февраля 2020 года министр Гарибашвили во время визита на базу анонсировал введение нового, значительно улучшенного пакета медицинского страхования для всех военнослужащих. База регулярно инспектируется высшим руководством, включая министров обороны Ираклия Аласанию и Миндию Джанелидзе в 2015 году, которые изучали состояние инфраструктуры и планировали её масштабную реконструкцию.
Помимо логистических функций, база является местом общественной и мемориальной деятельности. На её территории в разные годы дислоцировались 12-й батальон I-й лёгкой пехотной бригады и Автомобильный батальон. Во время президентских выборов 27 октября 2013 года здесь был организован избирательный участок №60 Самгорского избирательного округа №6, расположенный по адресу: тупик Ахвледиани (ныне Тупик Чантладзе), 5. 19 ноября 2015 года солдаты 12-го батальона совместно с фондом «Озелени Грузию» и при участии заместителя министра обороны Анны Долидзе высадили на территории базы 50 кипарисов в память о погибших в боях товарищах.

## География

### Инженерно-геологические особенности
Со времён СССР, территория Орхеви и его окрестностей известна наличием месторождений строительных материалов, в частности, гипса (груз. გაჯი). Посёлок Орхеви расположен в восточной части Тбилиси, на территории, относящейся к Самгорской оросительной системе. Эта местность характеризуется наличием суглинков, что было подтверждено в научной работе 2011 года, посвящённой вопросам гидромелиорации. Для исследований использовались образцы почвы, взятые непосредственно из района Орхеви.
Основные физико-механические свойства местного суглинка были определены следующим образом:
- Число пластичности: 15,5[87]
- Исходный коэффициент фильтрации (Кф): 2,63×10⁻³ см/сек[87]
- pH водной вытяжки: 7,5[87]
- Объёмный вес природного залегания сухого грунта: 1,48 г/см³[87]

#### Результаты фильтрационных испытаний
В рамках исследования изучалась возможность снижения водопроницаемости местных суглинков с помощью обработки их поверхностно-активными веществами (ПАВ) — в данном случае кубовыми остатками производства капролактама. Целью было оценить, насколько эффективно такая обработка может «запечатать» поры в грунте, что является важным показателем для гидротехнического и ирригационного строительства.
Результаты показывают, что после обработки ПАВ водопроницаемость суглинка резко снижается. При градиенте напора (отношение падения напора к длине пути фильтрации) до 2.0 фильтрация воды через образцы полностью прекратилась. Даже при значительном увеличении градиента до 10.0, коэффициент фильтрации оставался на очень низком уровне (порядка 1,04×10⁻⁵ см/сек), что свидетельствует о формировании устойчивой и практически водонепроницаемой структуры в грунте. Эти данные подтверждают, что суглинки Орхеви обладают свойствами, которые позволяют эффективно снижать их фильтрационные характеристики, что является важной географической и инженерно-геологической особенностью данной территории.

### Экология

#### Промышленное загрязнение и протесты
В сентябре 2014 года острой проблемой стала работа ферросплавного завода компании «Georgian Metal», расположенного в непосредственной близости (100–150 метров) от публичной школы № 156. Жители посёлка и родители учеников проводили акции протеста, требуя остановить производство из-за сильного задымления и отсутствия на заводе современных фильтров. По их мнению, вредные выбросы создавали прямую угрозу здоровью почти 700 школьников и всему населению района. Руководство предприятия признавало наличие технических недочётов, но отказывалось приостановить работу. Эколог Нино Чхобадзе отмечала, что действующее на тот момент законодательство позволяло строить подобные объекты без оценки воздействия на окружающую среду. Министерство охраны окружающей среды сообщило, что завод уже был дважды оштрафован за нарушения и находится под мониторингом.
В августе 2016 года жители вновь вышли на протесты, на этот раз против загрязнения воздуха, вызванного, по их словам, работой нескольких заводов, включая предприятие «Чиатурмарганец Джорджия». Они связывали рост в посёлке аллергических, сердечно-сосудистых и онкологических заболеваний с выбросами, производимыми с нарушением норм, особенно в ночное время. В ситуацию вмешался кандидат в мажоритарные депутаты Бежан Гунава. В ответ на жалобы Министерство охраны окружающей среды пообещало провести полную проверку предприятий.
В апреле 2017 года после жалоб жителей на неприятный запах и загрязнение канализации, предположительно связанные с деятельностью предприятия пищевой промышленности «Фудмарт», состоялись встречи с участием муниципальных властей. В результате компания приняла меры для решения проблемы, в частности, установила специальные вытяжные фильтры.

#### Проблема соседства с нефтебазой
Ещё одной острой экологической и социальной проблемой стало близкое соседство жилых домов с нефтебазой компании «SOCAR Georgia Petroleum». В репортаже «Студии Монитор» от 31 января 2018 года жители жаловались на постоянный шум, запах нефтепродуктов и опасность от железнодорожных цистерн, проходящих в нескольких метрах от их домов. Согласно расследованию, разрешение на строительство нефтебазы было выдано в 2009 году после отмены санитарных норм, регулировавших безопасное расстояние между промышленными и жилыми объектами, в результате чего один из домов оказался всего в 30 метрах от резервуаров. Эколог Манана Кочорадзе назвала такое законодательство «мировым исключением». В сюжете также отмечалось, что в рамках Соглашения об ассоциации с ЕС Грузия обязалась принять новый Экологический кодекс к сентябрю 2017 года, однако на момент выхода репортажа этот срок был нарушен.

#### Контроль качества и безопасности продукции
Помимо промышленного загрязнения воздуха, предметом внимания государственных органов становится и безопасность коммунальных услуг и потребительских товаров. Официальные отчеты Национального агентства продовольствия за 2019—2025 годы отражают результаты мониторинга как питьевой воды, так и пищевой продукции.
В рамках контроля за коммунальной инфраструктурой, в отчёте за 2019 год зафиксирован забор пробы питьевой воды из распределительной сети компании Georgian Water and Power по адресу: Орхеви, 1-й переулок Какабадзе, д. 8. По результатам анализа, проведенного в лаборатории Научно-исследовательского института санитарии, гигиены и медицинской экологии им. Г. Натадзе, нарушений стандартов качества выявлено не было.
Государственный мониторинг регулярно затрагивает продукцию пищевых предприятий, базирующихся в посёлке, и демонстрирует смешанную картину их деятельности.
Хронология результатов мониторинга:
- 2019: В сметане производства ООО «Республика» были обнаружены немолочные (растительные) жиры, что является фальсификацией. Компания была оштрафована на 600 лари. Примечательно, что в том же году пробы сливочного масла и сыра этого же производителя, взятые в тбилисском детском саду №65, нарушений не показали[93].
- 2020: Зафиксированы массовые нарушения у ООО «Республика». Лабораторные анализы показали, что в сливочном масле «Ранина» доля немолочных жиров достигала 93,1 %, а в молоке «Малко» — 84,8 %. За повторное нарушение правил маркировки в течение года на компанию был наложен штраф в размере 600 лари и выдано предписание об изъятии продукции с рынка[94].
- 2021: Этот год был отмечен наиболее серьёзными нарушениями. У поставщика ООО «Фрут Лоджистика» в нескольких партиях арбузов и дынь было выявлено многократное превышение допустимой нормы нитратов. В одном из образцов арбуза содержание нитратов составило 400 мг/кг при норме 60 мг/кг (превышение в 6,6 раз). В дынях показатель достигал 380 мг/кг при норме 90 мг/кг (превышение в 4,2 раза). Вся опасная продукция была изъята из продажи. В том же году у ООО «Республика» вновь было зафиксировано нарушение в твороге и сметане, в связи с чем информация была передана в Следственную службу Министерства финансов. В то же время, проверки продукции «Винной компании Дугладзе» и ООО «Дако Трейд» в этом году нарушений не выявили[95].
- 2022: У ООО «Фрут Лоджистика» снова были обнаружены нитраты в арбузах (117 мг/кг при норме 60 мг/кг), что привело к изъятию партии. В отличие от предыдущих лет, в продукции ООО «Республика» нарушений не фиксировалось. Также не было выявлено нарушений у «Винной компании Дугладзе», ООО «Дако Трейд» и ООО «Фудсервис»[96].
- 2023: ООО «Республика» вновь была уличена в фальсификации — в сливочном масле «Малко» было обнаружено 85 % немолочных жиров. Компания была оштрафована. Проверки продукции «Винной компании Дугладзе» и ООО «Фудсервис» в этом году нарушений не выявили[97].

В отчетах за все кварталы 2024 года и первый квартал 2025 года нарушений у компаний, базирующихся в посёлке Орхеви, зафиксировано не было. В частности, проверки подтвердили соответствие стандартам продукции «Винной компании Дугладзе», ООО «Республика», ООО «Агрофлора» и ООО «Дако Трейд».

## Административный статус
Посёлок Орхеви административно входит в состав Самгорского района. На протяжении своей истории посёлок неоднократно менял свою административную принадлежность:
- Район имени 26 комиссаров и Калининский район (конец 1940-х — начало 1950-х): Первоначально, в 1946 году, местность Орхеви входила в границы Навтлугского избирательного округа, который был частью района имени 26 комиссаров[19]. К январю 1950 года, с учреждением Орхевского избирательного участка, посёлок уже числился в составе Калининского района г. Тбилиси[30].
- Гареубанский район (начало 1950-х): Вскоре административное деление вновь изменилось. Уже к концу 1950 года посёлок Орхеви упоминается как важная часть Гареубанского района Тбилиси, где активно велось жилищное и социальное строительство[25].
- Самгорский район (с 1962 года): В апреле 1962 года был образован Самгорский район, выделенный из административного подчинения города Тбилиси. Центром этого нового района стал посёлок Самгори, образованный путём слияния Орхеви с соседним поселением Управления Самгорской оросительной системы[34].
- Гардабанский район (конец 1960-х — начало 1970-х): Спустя несколько лет, как следует из письма жителей, опубликованного в январе 1970 года, посёлок Орхеви входил в состав Гардабанского района[18].
- Заводской район (1970-е — 1980-е): В начале 1970-х годов Орхеви был вновь включён в городскую черту Тбилиси и стал частью Заводского района (груз. საქარხნო რაიონი)[37][38]. В рамках этого района Орхеви входил в Аэропортовский избирательный округ № 65 (1975 год, центр — дирекция аэропорта)[100], Мелиораторский избирательный округ № 84 (1984 год, центр — 156-я школа)[101] и Орхевский избирательный округ № 48 (1989 год, центр — 156-я школа)[102].

- Исано-Самгорский район (1990-е — 2000-е): После распада СССР и административных реформ, проведённых в 1990-е годы, Орхеви вошёл в состав новообразованного Исано-Самгорского района (груз. ისანი-სამგორის რაიონი). Существование этого объединённого района зафиксировано в авторитетных географических справочниках, изданных в 2000 и 2003 годах[103][104]. В октябре 2009 года, по инициативе мэра Тбилиси Гиги Угулавы, в рамках этого района была создана новая территориальная единица «Орхеви, Аэропорт» (груз. ორხევი, აეროპორტი), что стало первым шагом к современной административной структуре[105].

- Самгорский район (современный период): В настоящее время, после административных реформ постсоветского периода, Орхеви снова входит в состав Самгорского района города Тбилиси[99]. Согласно постановлению муниципалитета от 2014 года, Орхеви вместе с территорией посёлка Аэропорт и иными территориями образует 19-й микрорайон (убан) района под названием «Орхеви,Аэропорт»[106]. Местное управление этого подразделения находится по адресу: улица Георгия Мухадзе, 6[8]. На севере граничит с посёлками Тетрихеви и Тетрихевгэс. В 2017 году на выборах в местные органы власти от правящей партии «Грузинская мечта» по мажоритарному округу, включающему Орхеви, посёлок Лило и Аэропорт, был выдвинут депутат сакребуло Георгий Ткемаладзе[107].

Основные улицы:

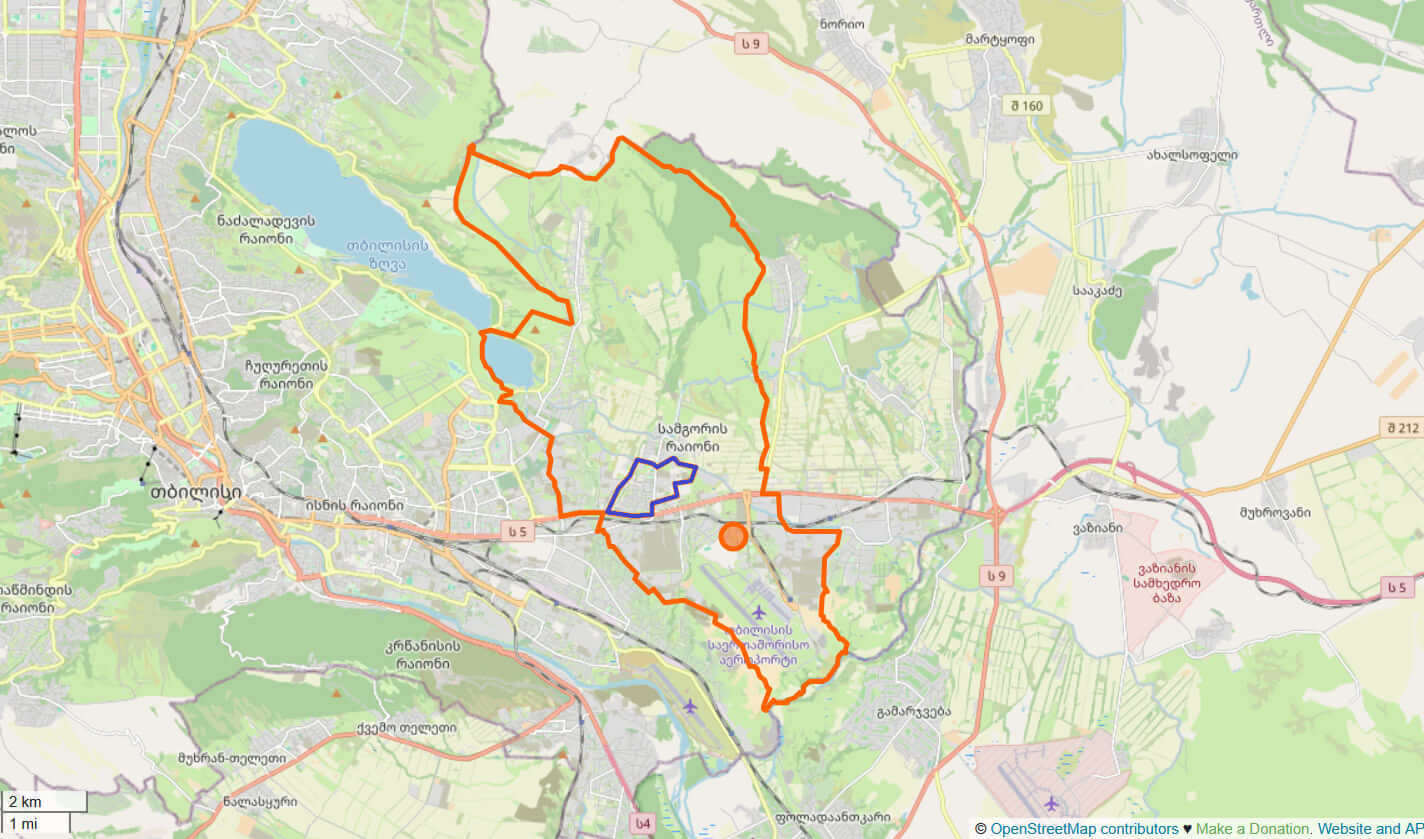
Границы административного убана №19 «Орхеви, Аэропорт» (оранжевый) и посёлка Орхеви (синий) в его составе.

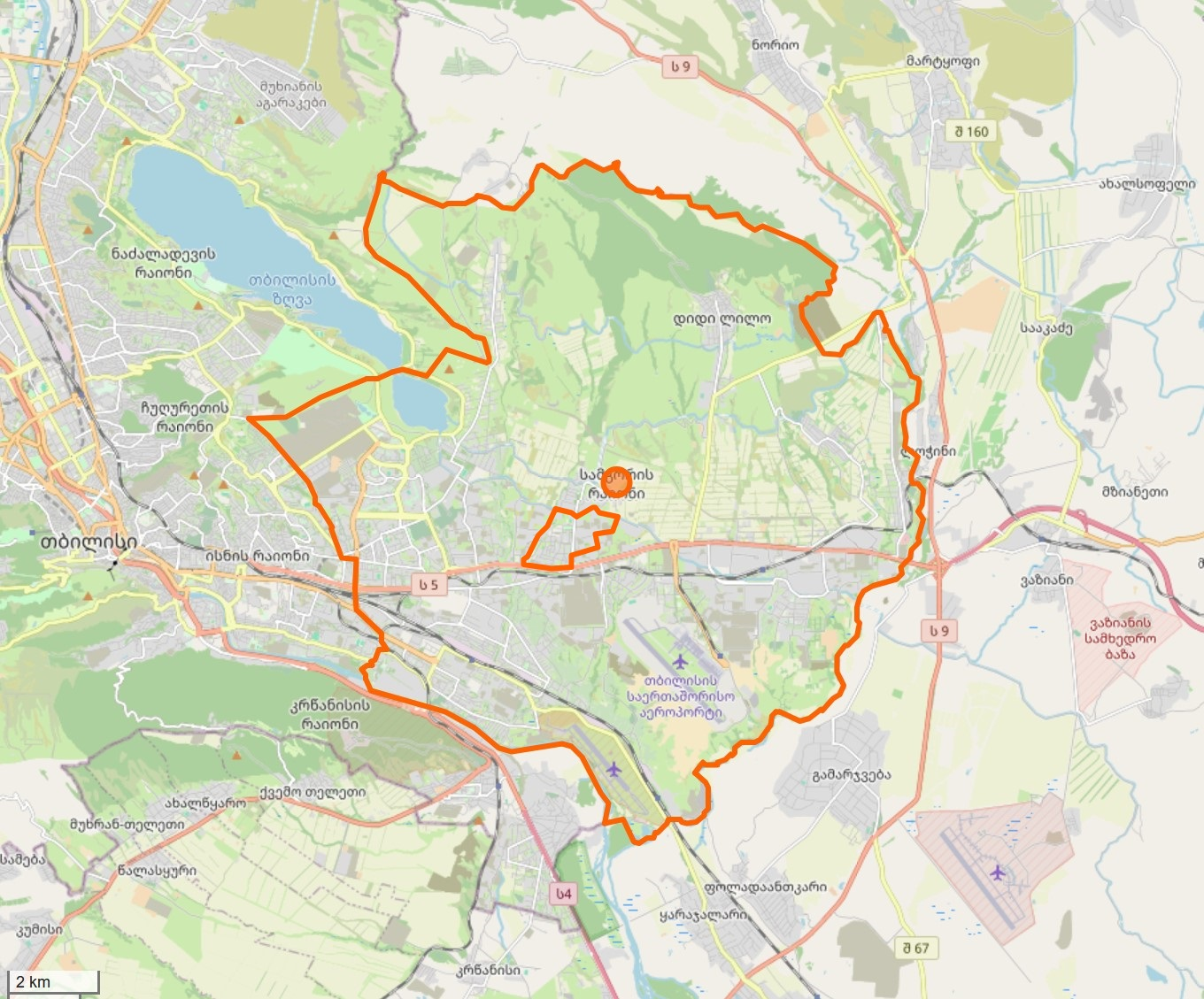
Орхеви в составе Самгорского района.

- улица Тенгиза Чантладзе — до 2001 года носила название улицы Елены Ахвледиани[108].
- улица Георгия Мухадзе
- улица Сосо (Кобы) Абзианидзе
- улица Александре Картвелишвили
- улица Нико Пиросмани
- улица Шалвы Амиранашвили
- улица Давида Какабадзе
- улица Важи Банетишвили
- улица Иоанэ Петрици
- улица Александре Цуцунава
- улица Иване Гокиели
- улица Сосо Гвиниашвили
- улица Сергея Есенина
- улица Георгия Саакадзе

## Инфраструктура
Инфраструктура посёлка, заложенная в советский период, включает образовательные, промышленные, коммерческие, культурные и рекреационные объекты. Многие из них прекратили своё существование или были преобразованы после распада СССР, в то время как на их месте и рядом с ними возникли новые.
В 1950-е годы в посёлке были построены амбулатория, поликлиника, стоматологические кабинеты, баня, почта, клуб, библиотека, ресторан и несколько магазинов. Несмотря на активное развитие, качество коммунальных услуг не всегда было высоким: в 1962 году жители жаловались на плохое состояние магазинов и ресторана. В 1970 году жители жаловались на ветхость временного жилья, построенного в 1946 году, частые перебои с подачей питьевой воды и практически полное отсутствие электричества, что лишало их возможности пользоваться радио и телевизорами.
По состоянию на 2005 год посёлок, наряду с несколькими другими районами на окраине Тбилиси, не был полностью подключён к центральной канализационной системе, и сточные воды частично отводились в близлежащие овраги.
На данный момент, Орхеви является, в основном, спальным микрорайоном с советскими 2-5 этажными корпусами на севере, и частными домами с участками на юге.

### Государственные учреждения
Государственные учреждения
- Управление нетарифного контроля Службы доходов Грузии — по адресу улица Кобы Абзианидзе, 10 / улица Георгия Мухадзе, 9 [111], расположено одно из подразделений Таможенного департамента Службы доходов Министерства финансов Грузии. В этом управлении, наряду с другими сервис-центрами и зонами таможенного оформления по всей стране, осуществляется выдача сертификатов происхождения товаров, необходимых для экспортных операций[112].
- Отдел администрации микрорайона «Орхеви-Аэропорт» Самгорского района — расположен по адресу: улица Георгия Мухадзе, 6. Это орган местного самоуправления, который обслуживает одноимённую административную единицу (убан) Самгорского района, включающую посёлки Орхеви, Аэропорт и другие прилегающие территории[106].

### Военные объекты
В посёлке Орхеви расположен один из ключевых объектов Сил обороны Грузии — действующий военно-логистический хаб, официально именуемый транспортной (автомобильной) базой Командования логистического обеспечения (груз. თავდაცვის ძალების ლოგისტიკური უზრუნველყოფის სარდლობის სატრანსპორტო/საავტომობილო ბაზა). База выполняет центральную роль в приёме, обслуживании, модернизации и распределении военной техники.
В настоящее время объект является основной площадкой для реализации программ международного военного сотрудничества, в частности с Турцией, где проходят церемонии передачи специальной и логистической техники. Кроме того, на базе осуществляются проекты по обновлению автомобильного парка грузинской армии. Она регулярно используется для проведения официальных мероприятий, инспекций высшим военным руководством и памятных акций.

### Промышленность и предприятия

#### Исторические промышленные объекты
В советский период Орхеви был важным промышленным и логистическим центром. Здесь действовали:
- База «Самгорводстроя» (с 1948): Крупный комплекс, включавший центральные механические и автомастерские, гараж, лесопильный завод и склады[20][21][22].
- Полигоны по производству железобетонных изделий (1963): Располагались в Орхеви и Лило для нужд ирригационного строительства[47].
- Завод органических удобрений (1962): Строящийся завод, к которому подводился трубопровод по новому мосту через Куру[46].
- Текстильно-галантерейный комбинат (1971): Проектировался для нужд кооперативной промышленности[48].
- Завод железобетонных конструкций (ЖБК) «Тбилтоннельстроя» (1982): Ключевое предприятие для обеспечения строек тбилисского метрополитена. Завод выпускал 20 тысяч кубометров сборного железобетона и 50 тысяч товарного бетона в год[40].
- Филиал Тбилисского комбината стройматериалов (1986): Включал цеха по производству инструмента, сантехники и отделочных материалов[42][44]. В 1988 году здесь был открыт Завод полимерных изделий, выпускавший сантехнику и облицовочные плиты из отходов мрамора[45].
- Завод литейного оборудования им. Калинина (1986): Планировалось строительство новых корпусов в Орхеви, которые должны были вступить в строй в 1989 году[49].
- Производство сувениров «Солани» (1985): Было запланировано строительство нового цеха стоимостью 1,2 млн рублей[50].
- Ремонтная база Министерства местной промышленности (1987): Проектировалась для централизованного ремонта оборудования всех предприятий министерства[52].

В постсоветский период на базе этих и новых предприятий возникли частные компании. В 1998—1999 годах в промышленной зоне Орхеви были зарегистрированы АО «Полимерное изделие» и АО «Халиби» (ремонтно-механический завод). В 1998 году здесь также работало АО «Вазиани», производившее шампанское.

#### Современные предприятия
В XXI веке промышленная зона Орхеви продолжает функционировать, специализируясь в основном на пищевой, логистической и строительной отраслях. Данные государственного мониторинга Национального агентства продовольствия за 2019—2025 годы подтверждают деятельность в посёлке нескольких крупных компаний.
- Винная компания «Дугладзе» (груз. შპს დუგლაძეების ღვინის კომპანია) — крупный производитель вин и бренди, расположенный по адресу: тупик Чантладзе, 8[95][96][97][98].
- ООО «Республика» (груз. შპს რესპუბლიკა) — производитель молочной продукции под торговыми марками «Малко» и «Ранина», расположенный на улице Тенгиза Чантладзе, 26а. Деятельность компании неоднократно становилась объектом государственного контроля[93][94][95][97].
- ООО «Фрут Лоджистика» (груз. შპს ფრუტ ლოჯისტიკა) — логистическая компания-поставщик, базирующаяся в районе Военного поселения Орхеви[95][96].
- ООО «Агрофлора» (груз. შპს აგროფლორა) — логистическая компания-поставщик, расположенная по адресу: улица М. Абашидзе-Сапаровой, 1[98].
- ООО «Дако Трейд» (груз. შპს დაკო ტრეიდ) — компания по фасовке и дистрибуции бакалейных товаров, расположенная на улице Чантладзе, 3[95][96][98].
- ООО «Фудсервис» (груз. შპს ფუდსერვისი) — дистрибьютор и импортер продуктов питания, базирующийся на улице Чантладзе, 40[96][97].
- «Plastics Georgia»[113] и «Lider Plast»[114] — предприятия по производству пластиковых изделий.
- «Tsunda» — мебельная фабрика.[8]

### Современное благоустройство и социальные объекты
В рамках муниципальных социальных программ в поселке Орхеви на улице Мухадзе действует социальный жилой корпус на 75 квартир для социально незащищённых семей. В 2015 году, в связи с утверждением новых правил регистрации бездомных и созданием в Тбилиси специальной муниципальной комиссии, стало известно, что в Орхеви находится в стадии завершения строительство муниципального приюта, рассчитанного на обеспечение временным жильём до 80 семей. При этом эксплуатация социального жилья сопровождается и конфликтами: в мае 2025 года жители одного из аварийных корпусов выступили против планов мэрии по их переселению, требуя предварительных юридических гарантий на получение нового жилья. Эти объекты находятся под регулярным мониторингом городских служб, что подтверждается отчётами Сакребуло Тбилиси за 2018, 2021 и 2023 годы.
Конец 2010-х — начало 2020-х годов ознаменовался периодом активного инфраструктурного обновления посёлка. Согласно отчётам Сакребуло, эти работы часто являлись ответом на проблемы, озвученные жителями на встречах с мажоритарным депутатом района Гиорги Ткемаладзе, и включались в городской бюджет. Так, в 2018 году началось строительство ливневой канализации на улицах Петрици, Какабадзе, Гокиели и Цуцунава для решения многолетней проблемы подтоплений. В 2019 году были созданы новые рекреационные зоны: сквер (500 м²) и спортивная площадка на улице Мухадзе, а также проведено масштабное благоустройство Центрального парка Орхеви, где была приведена в порядок зелёная территория площадью 13 000 м², а на участке в 3000 м² установлены аттракционы на детской площадке и фитнес-тренажёры. В 2021 году была полностью обновлена дорожная инфраструктура на улице Мухадзе, включая укладку асфальта, установку бордюров и обустройство пешеходных дорожек.
В рамках благоустройства посёлка в 2021 г. были проведены работы по озеленению, в частности, компания «Botanica» реализовала проект по благоустройству зелёных зон на улице Георгия Мухадзе (недалеко от спортивной площадки им. Вахтанга Пангани), в ходе которого были образованы новые газоны, высажены новые деревья, цветы и кустарники.
Тогда же в 2021 году телеканал «Имеди» подготовил сюжет о жителях одного из корпусов на улице Тупик Тенгиза Чантладзе, которые совместными усилиями преобразили свой двор (предположительно ул. Тупик Т. Чантладзе 5). Инициатива, начавшаяся в 2015 году, превратила заброшенную территорию в ухоженный зелёный сквер. Жители, объединившись в товарищество (амханагоба), самостоятельно высадили деревья, кустарники и цветы, обустроили клумбы, в том числе из подручных материалов, например, автомобильных покрышек. Часть саженцев и скамейки были предоставлены при содействии местных властей, однако основная работа по уходу и развитию сквера легла на плечи самих жильцов. В благоустройстве активно участвуют и дети, которые помогают родителям поливать растения и поддерживать чистоту. Один из жителей, Авто, вместе с детьми построил и установил во дворе скворечники.

### Образование

#### Исторические учебные заведения
В советский период в посёлке функционировали детский сад и детские ясли (с 1950 года), курсы по подготовке и повышению квалификации рабочих-строителей (с 1953 года) и учебный комбинат «Грузглавмонтажспецстрой» (с 1982 года).

#### Современные учебные заведения
Учебные заведения в Орхеви
- Средняя школа № 156 (ул. Тенгиза Чантладзе, 28). В 2019 году началась комплексная реконструкция школы, рассчитанной на 1000 учеников[125][126].
- Школа искусств № 19 имени Отара Тактакишвили (ул. Кобы Абзианидзе, 6) — муниципальное учебное заведение, входящее в систему 33 школ искусств, подведомственных Службе культуры, образования, спорта и по делам молодёжи Мэрии Тбилиси. В школе ведётся обучение по различным творческим направлениям, включая музыку, театр и хореографию[127].
- Детский сад № 76[128].
- Частный детский сад «Зузунеби» (груз. ორხევი, пер. «Пчёлки») — расположен по адресу ул. Тенгиза Чантладзе 4[129].
- Частная школа-лицей «Сантели»[130].

#### Библиотека
Учреждение культуры
- Библиотека имени Терентия Гранели (ул. Мухадзе, 6/6) — является филиалом № 11 сети Мультифункциональных библиотек Тбилиси[131]. Она является преемницей массовой библиотеки, открытой для читателей в 1951 году[28]. Согласно официальному справочнику библиотек Тбилиси, годом основания считается 1950 год. По состоянию на 2018 год (тогда филиал № 44), её фонд насчитывал 13 066 единиц хранения, а число читателей составляло 920 человек[132].

### Здравоохранение
В советский период в посёлке действовали амбулатория и поликлиника, однако в постсоветское время доступность первичной медицинской помощи стала проблемой. В 2015 и 2017 годах на заседаниях комиссий Сакребуло неоднократно поднимался вопрос о необходимости открытия в Орхеви объектов первичного звена здравоохранения. В частности, отмечалось, что в посёлке сохранились здания бывших поликлиник, которые можно было бы реабилитировать для нужд населения.
Проблема особенно обострилась в июле 2016 года, когда жители Орхеви вышли на акцию протеста с требованием восстановить бывшую поликлинику № 22. Согласно новостному репортажу, это медицинское учреждение было закрыто ещё в 2011 году путём слияния с поликлиникой № 16 в Лило, а на момент акции его здание уже демонтировалось. Протест, инициированный представителем оппозиции, перерос в столкновения.

### Коммерция и услуги

#### Объекты советского периода и 1990-х годов
В 1988 году в Орхеви по адресу Орхеви, 2 был открыт центр «Автовазтехобслуживания», где владельцы старых автомобилей «Жигули» и «ГАЗ» могли обменять их на новые модели с доплатой. Компенсация за сданный автомобиль составляла от 400 до 600 рублей за «Жигули» и от 200 до 1000 рублей за автомобили Горьковского автозавода. В 1992 году, в период гиперинфляции, в Орхеви располагались «Кавказский банк» и «Королевский банк», где производился обмен валюты. В 1996 году Посольство США проводило на территории Молочного комбината (Кахетинское шоссе, 10-й км) закрытый аукцион по продаже стройматериалов. C 1998 года по адресу ул. Ахвледиани, 6, располагалась государственная страховая организация «Самгори», предлагавшая широкий спектр услуг от страхования жизни до страхования урожая и автогражданской ответственности.

#### Современные объекты
В Орхеви представлены крупные сети супермаркетов, такие как «Ори Набиджи», «Spar», «Либре» и «Никора», а также аптеки сетей «Аверси» и «Синий Крест». Функционируют банкоматы и терминалы оплаты «Bank of Georgia», «TBC Bank» и «Liberty Bank». У Кахетинского шоссе располагается McDonald's. Кроме того, в посёлке имеется множество небольших магазинов, пекарня (тонэ), мясных лавок, автомастерских и других объектов сферы услуг.
- «Вако Моторс» (англ. Vako Motors) — крупный автосервисный центр, специализирующийся на ремонте и обслуживании грузовых автомобилей европейских марок (Mercedes-Benz, Iveco, Scania, Volvo, MAN, Renault). Компания также занимается продажей запчастей и диагностикой[138].
- McDonald's — располагается на юге Орхеви у Кахетинского шоссе, открытие которого состоялось в июле 2022 года. Этот филиал стал примечательным объектом в посёлке благодаря своей современной концепции: он позиционируется как «эко-дружественный», оснащён солнечными панелями на крыше и зарядной станцией для электромобилей. Кроме того, его инфраструктура полностью адаптирована для людей с ограниченными возможностями[139].

### Культура, религия и отдых

#### Объекты советского периода
В 1950 году в посёлке было завершено строительство клуба на 300 мест (позднее — Дом культуры), а также открыта почта. В 1951 году в клубе уже проходили концерты, в том числе гастроли хора Государственной филармонии Литовской ССР, включая Ионаса Стасюнаса, во главе с Конрадасом Кавяцкасом, и была открыта массовая библиотека. В 1989 году в Доме культуры Орхеви был открыт видеобар. Впоследствии здание Дома культуры было снесено.

#### Современные объекты
См. раздел

### Транспорт
На протяжении многих лет транспортная доступность оставалась одной из ключевых проблем для жителей Орхеви. В 2015–2016 годах на уровне муниципалитета активно обсуждались жалобы на нехватку автобусов и неудобное расписание. В результате были приняты конкретные меры: в апреле 2015 года было продлено время работы автобусных маршрутов в вечерние часы, с последними гарантированными рейсами от станции метро Исани в 22:55 и 23:30, а в августе 2016 года был запущен новый маршрут микроавтобуса № 107, связавший Тетрихеви и Орхеви со станцией метро «Исани».
Ныне посёлок связан с центром Тбилиси и станцией метро Исани только автобусными маршрутами, в том числе № 312, 322, 337, 341, 361, 408, идущие по Кахетинскому шоссе (юг посёлка). Однако основным для посёлка транспортным маршрутом остаётся автобусный маршрут 356, идущий от Тетрихевгэс, проходящий через главные дороги посёлка Орхеви, и до станции метро Исани. В 2019 году на этот маршрут (тогда он носил номер 56) были запущены новые комфортабельные автобусы ISUZU, оснащённые кондиционерами и адаптированные для людей с ограниченными возможностями.

## Памятники и примечательные места

### Мемориалы и памятные знаки
Мемориалы и памятные знаки
В посёлке установлено несколько объектов, увековечивающих память о местных жителях и трагических событиях.
- Информационный стенд в честь Кобы Абзианидзе — в Центральном парке установлен стенд, посвящённый улице, названной в честь Сосо (Кобы) Абзианидзе, кавалера Ордена Вахтанга Горгасали I степени[8].
- Мемориал в виде сванской башни — установлен Паатой Гуджежиани 10 октября 2014 г. в память о местных жителях Кахе Каландаришвили (09.11.1967—08.05.2024) и Геги Квициани (16.10.1988—14.02.2018)[152].
- Мемориальная доска «Они сражались за Родину» — установлена в публичной школе № 156, в память о жителях посёлка, погибших в 1992 году во время Грузино-Абхазского конфликта. На доске с гербом Грузии и надписью «Они сражались за Родину» (груз. ისინი სამშობლოსთვის იბრძოდნენ) перечислены имена четырёх человек:
  - Коба Абзианидзе (1965—1992)
  - Важа Банетишвили (1969—1992)
  - Отари Мигриджинашвили (1955—1992)
  - Леван Пухашвили (1957—1992)[8]
- Футбольная площадка имени Вахтанга Пангани — спортивная площадка, расположенная в посёлке. 18 октября 2020 года по инициативе местных жителей и решению городского совета (Сакребуло) ей было присвоено имя Вахтанга Пангани. Вахтанг Пангани был талантливым молодым футболистом, капитаном клуба «ВИТ Джорджия» и членом возрастной сборной Тбилиси, который вырос в Орхеви и трагически погиб в 2013 году[153].

### Религиозные объекты
Религиозные объекты
- Церковь Святой Нино — грузинская православная церковь, расположенная в Центральном парке по адресу: ул. Кобы Абзианидзе, 3. Строительство храма началось в 2000 году по инициативе и на средства местного жителя Георгия (Гии) Джакели, первого заместителя председателя Комитета по обороне и безопасности, председателя временной комиссии Парламента Грузии по поиску без вести пропавших в боях за территориальную целостность Грузии, члена фракции «Союз граждан»[154]. Проект был разработан архитектором Нодаром Молоташвили совместно с отделом церковного зодчества Патриархии Грузии. В возведении храма, построенного в Центральном парке Орхеви из кирпича, блоков и черепицы (которая, по утверждению архитектора, служит гораздо дольше, чем оцинкованное железо), принимали участие 12 военнослужащих, а также местные жители, вносившие пожертвования. Храм был освящён 1 июня 2000 года в день вступления Святой Нино в Грузию[58][155]. Церковь быстро стала важным центром общины. В 2002 году здесь же проходила панихида по её главному ктитору, Георгию (Гии) Джакели, что замкнуло его историю служения храму[154].
- Зал Царства свидетелей Иеговы (груз. იეჰოვას მოწმეთა დარბაზი) — место для религиозных собраний Свидетелей Иеговы, расположенное по адресу: улица Важи Банетишвили, 41[8].

### Культура и отдых
- Центральный парк Орхеви (ул. Тенгиза Чантладзе, 22) — основная рекреационная зона посёлка. На его территории располагается Церковь. В 2017 году в Центральном парке была проведена акция по озеленению, в ходе которой при участии местных жителей было высажено около 200 саженцев кипариса[156]. В 2019 году в парке была проведена масштабная реконструкция: приведена в порядок зелёная территория площадью 13 000 м², а на участке в 3000 м² установлены аттракционы на детской площадке и фитнес-тренажёры[120][b].
- Сквер на улице Мухадзе — благоустроенная зона отдыха площадью 500 м², открытая в 2019 году. В сквере установлены детские аттракционы, беседка, скамейки и система освещения, а пешеходные дорожки вымощены декоративной плиткой. Рядом со сквером была также обустроена спортивная площадка площадью 529 м²[120].
- Новый сквер у Кахетинского шоссе — крупное рекреационное пространство в южной части посёлка, открытое в 2024 году. На территории площадью 6500 м² были обустроены зоны отдыха, детская и фитнес-площадки, а также современное спортивное поле с искусственным покрытием. Проект, стоимость которого составила 643 000 лари, также включал установку систем освещения и полива. В открытии сквера принимали участие заместитель мэра Тбилиси и руководство Самгорского района[157].
- Дом культуры — в советское время был центром общественной жизни посёлка. В конце 1980-х, отражая дух перемен, его директор Нугзар Якобиазе проявил предпринимательскую инициативу: к новому 1989 году в пустующем зале был открыт видео-бар, где наряду с просмотром фильмов посетителям предлагали выпечку и хачапури[140]. По состоянию на 2023 г., здание Дома культуры снесено[158].

### Исторические объекты
Историческое место
- - Медиафайлы на Викискладе
Заброшенное кладбище — на территории посёлка находится старое кладбище, где сохранились захоронения середины XX века, в том числе могила младенца Алексея Кучеренко (1955 г.)[8]. Однако имена на многих могилах стёрлись[159].

## Внешние ссылки
Ниже приведены неофициальные группы на Facebook, которые служат основными онлайн‑форумами для жителей Орхеви:
- Orkhevi / официальная группа (частная группа; более 11 000 участников; требуется одобрение администратора; контент на грузинском языке)
- Orkhevi / Oрхеви (частная группа; около 4 500 участников; требуется одобрение администратора; контент на грузинском языке)
- ორხევის ყიდვა გაყიდვის ჯგუფი (открытая группа; более 11 000 участников; контент на грузинском языке)

Примечание: две первые группы являются закрытыми и требуют наличия аккаунта Facebook и одобрения администратора для доступа; основная часть контента публикуется на грузинском языке.

## Галерея

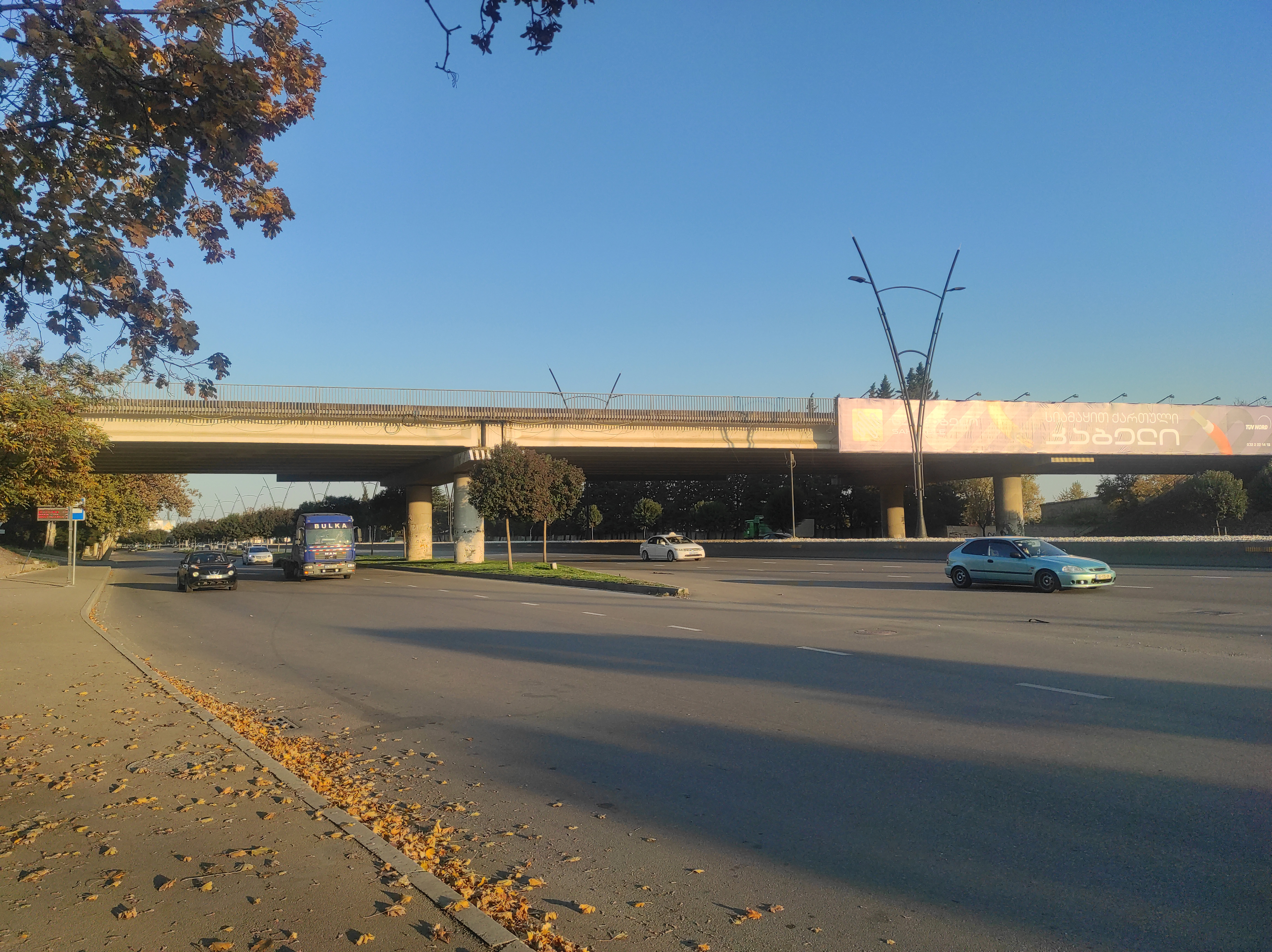
Орхевский мост
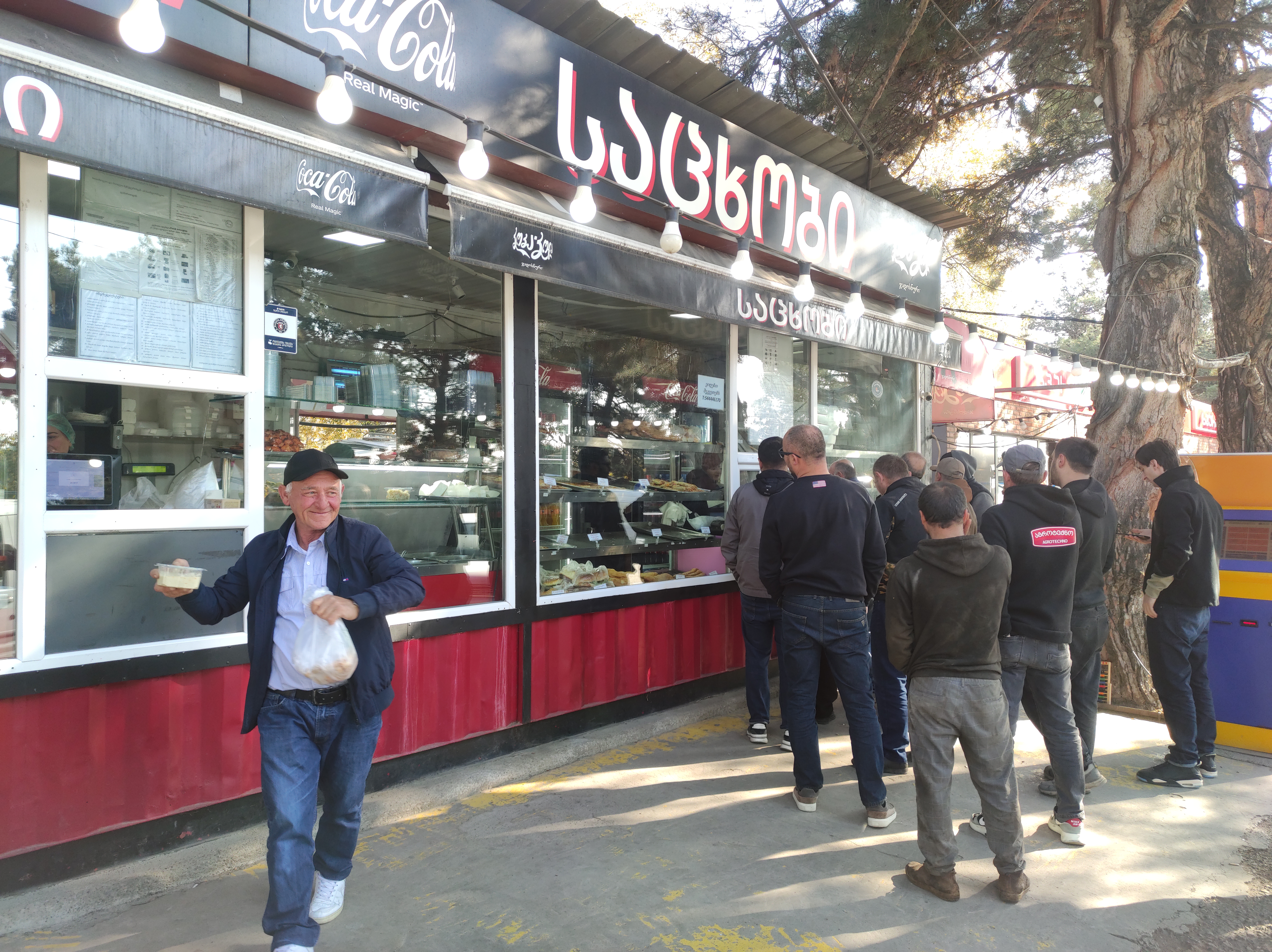
У пекарни
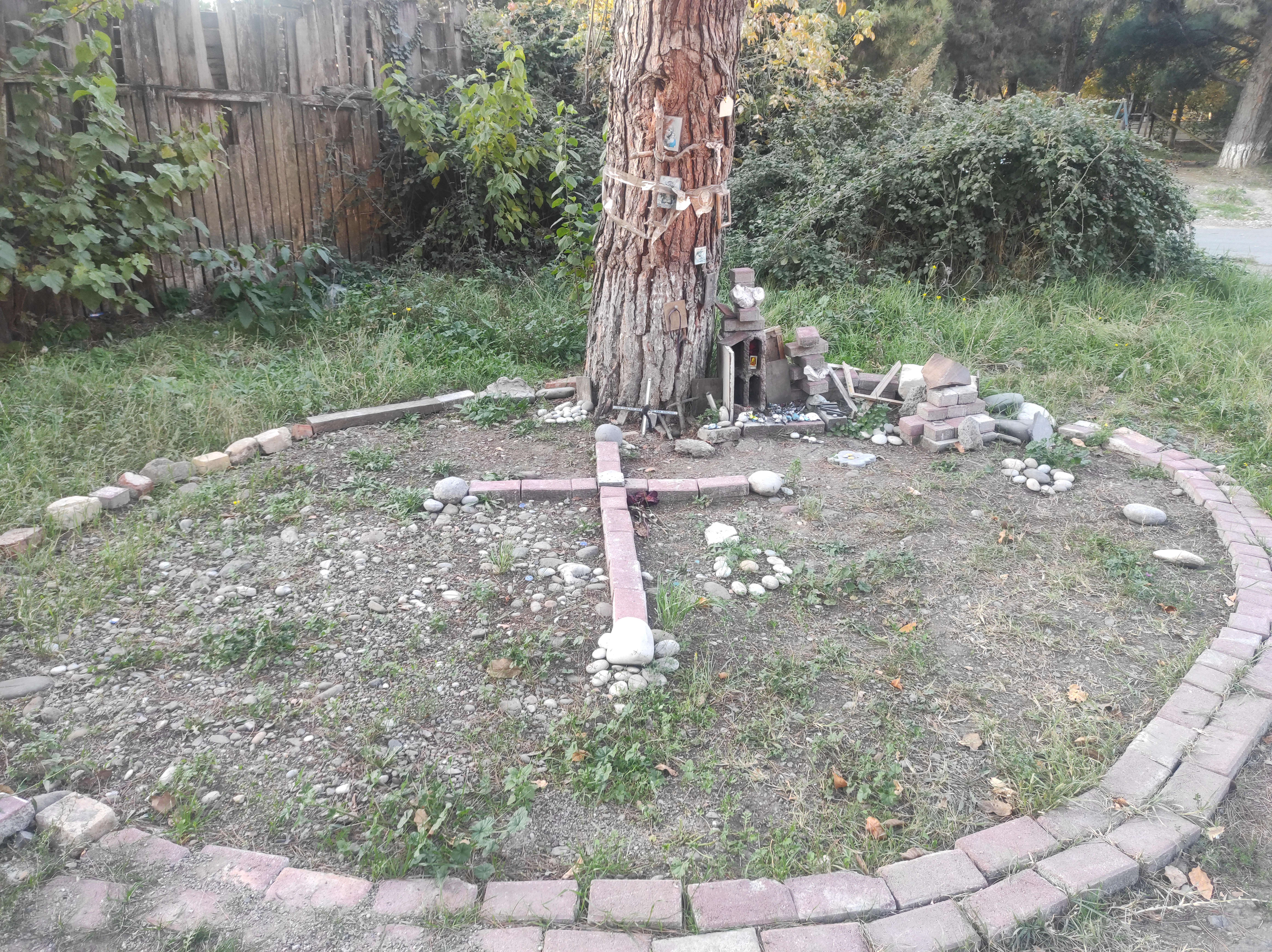
Народный мемориал 1
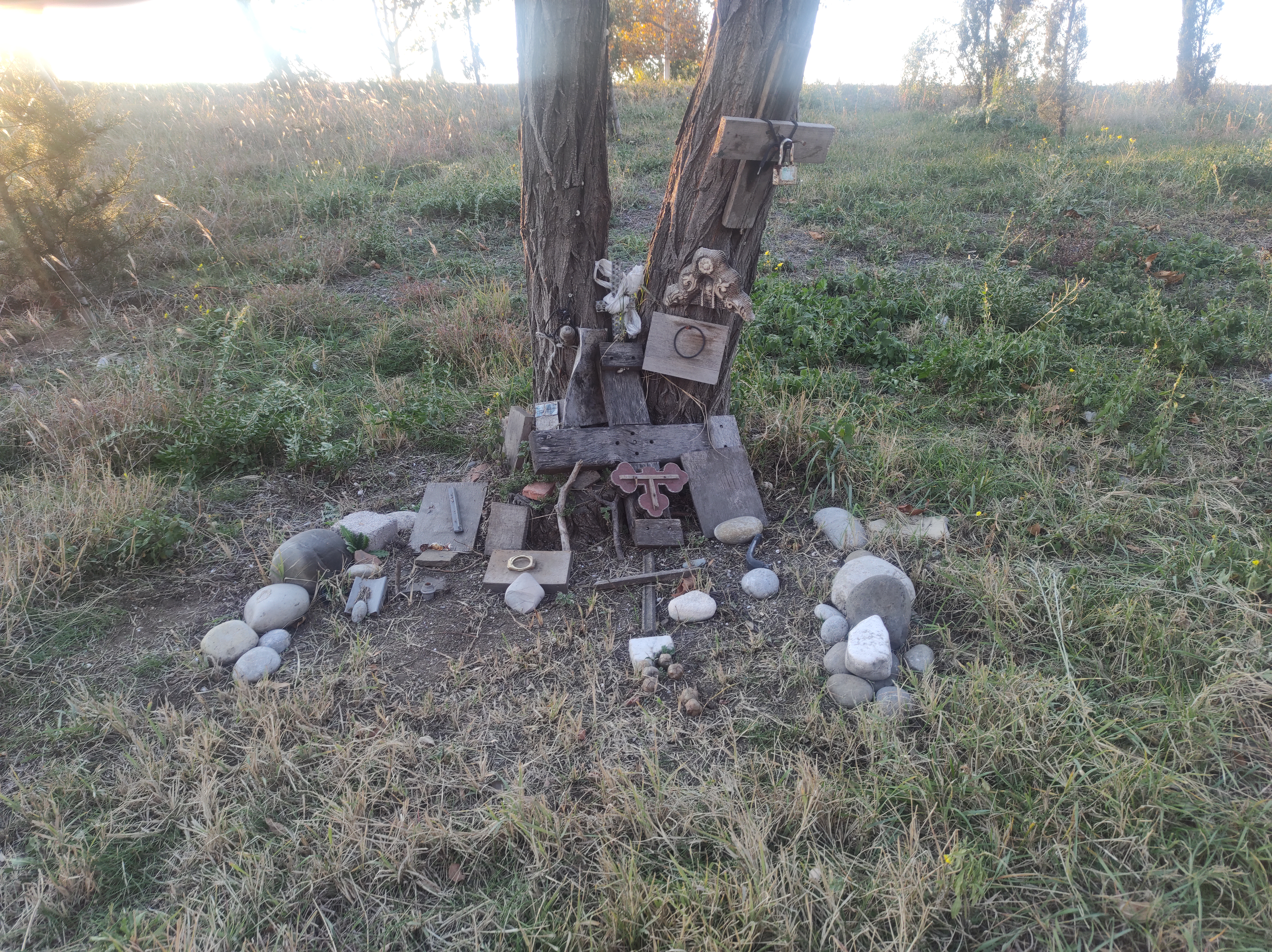
Народный мемориал 2
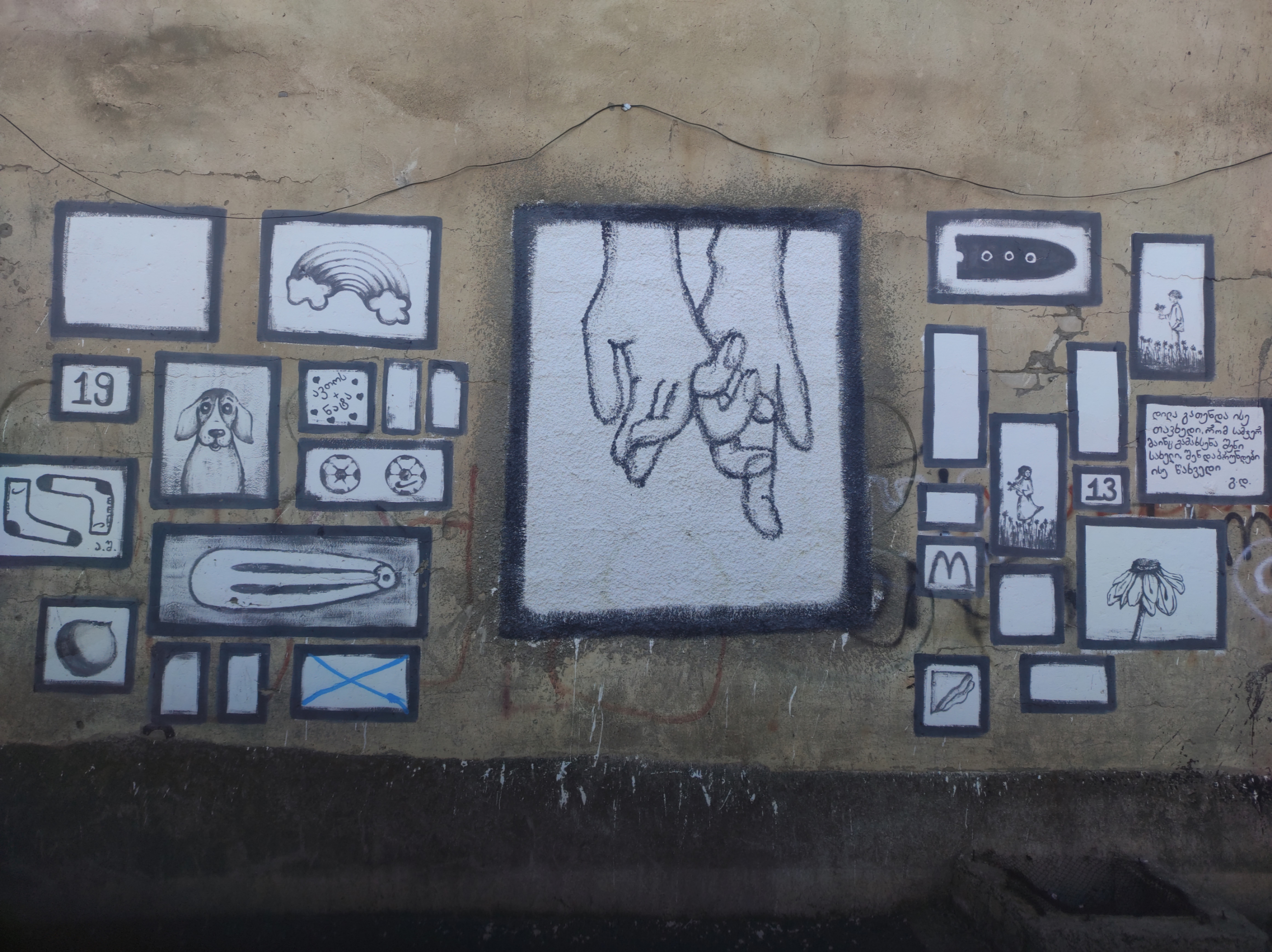
Стрит-арт. Неизвестный автор
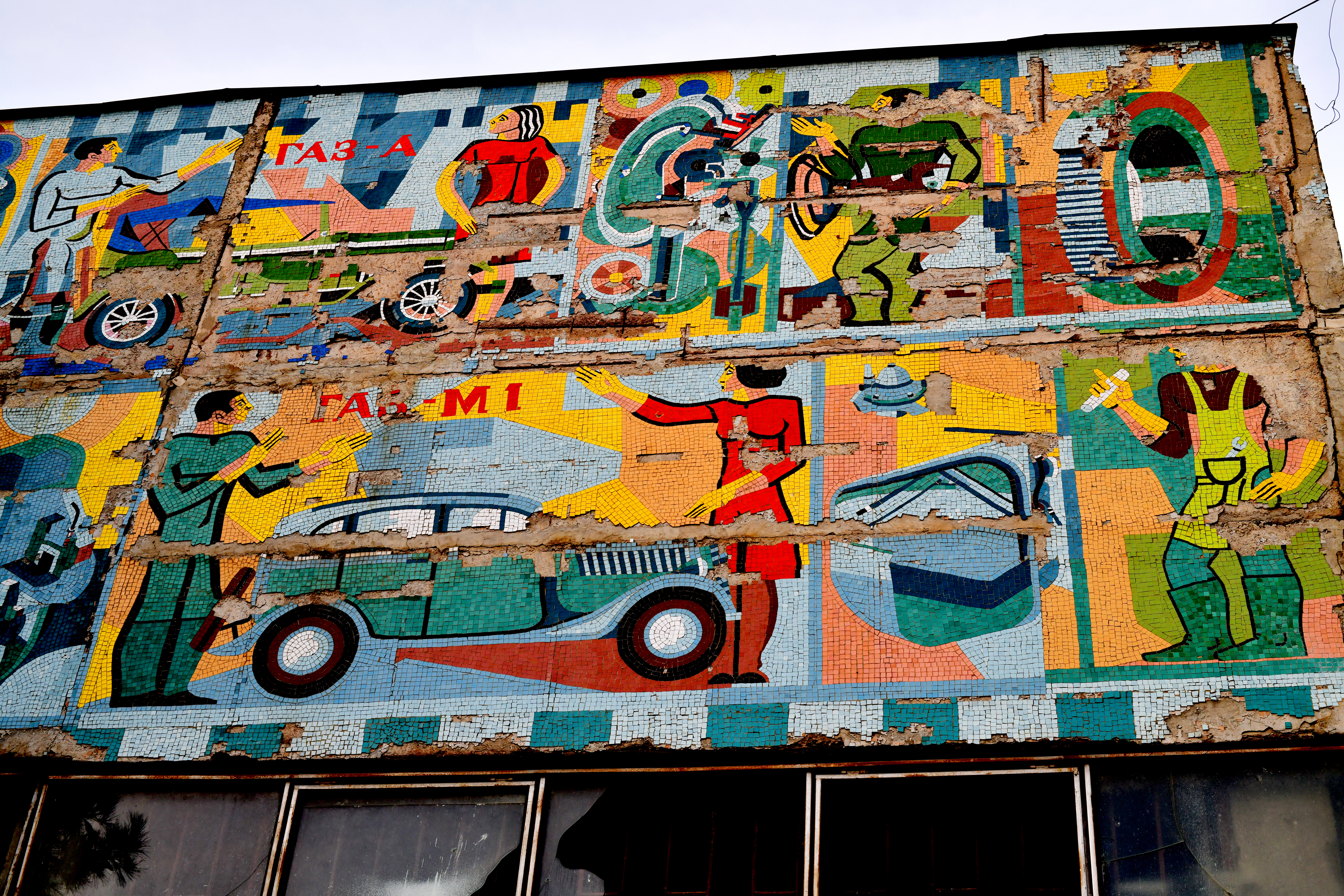
Советская мозаика на здании автопрофилактики №16 в Орхеви
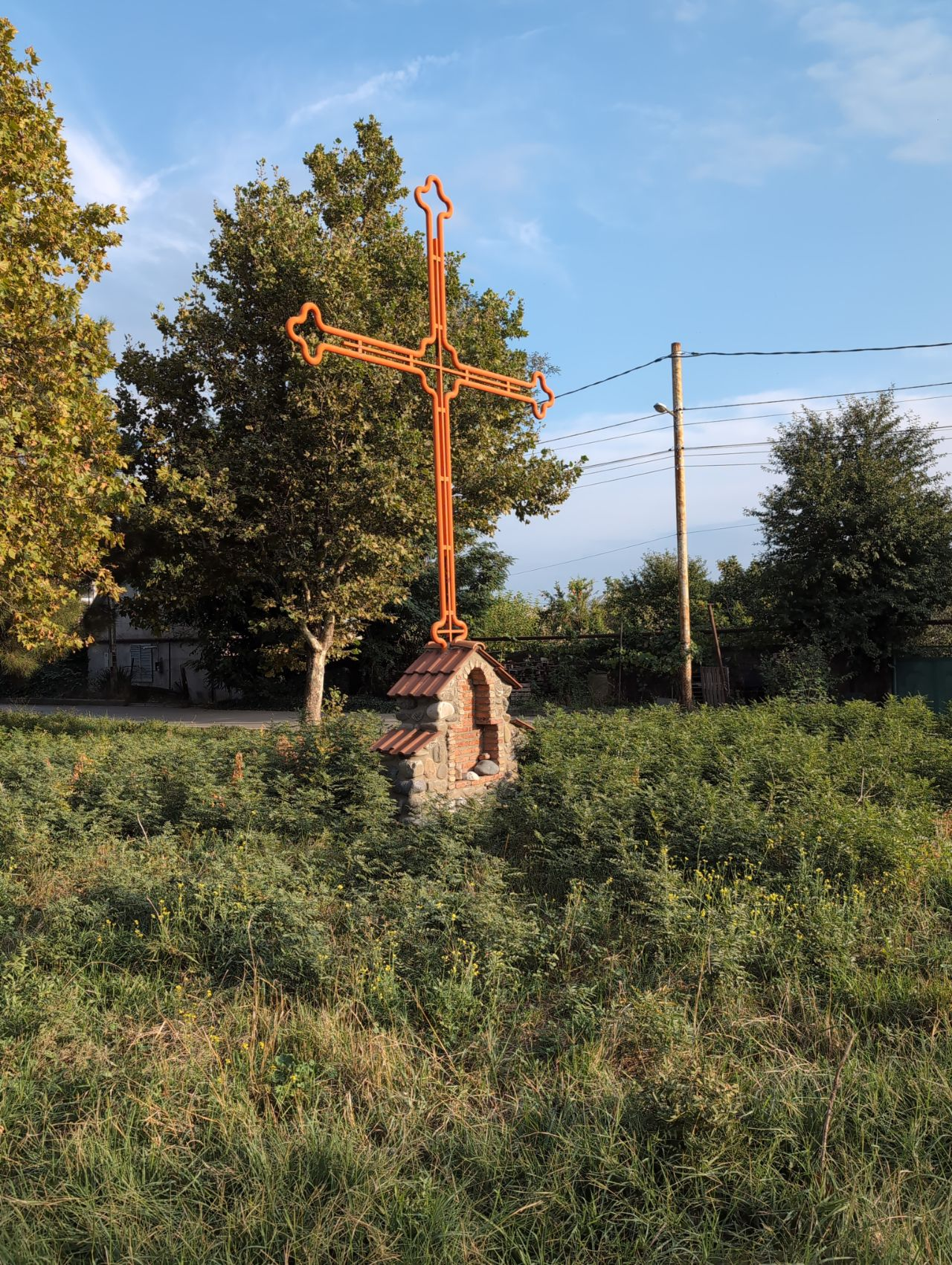
Придорожный крест на улице Мухадзе
Мемориальные портреты Геги Квициани (вверху) и Кахи Каландаришвили (внизу) на мемориале сванской башни.
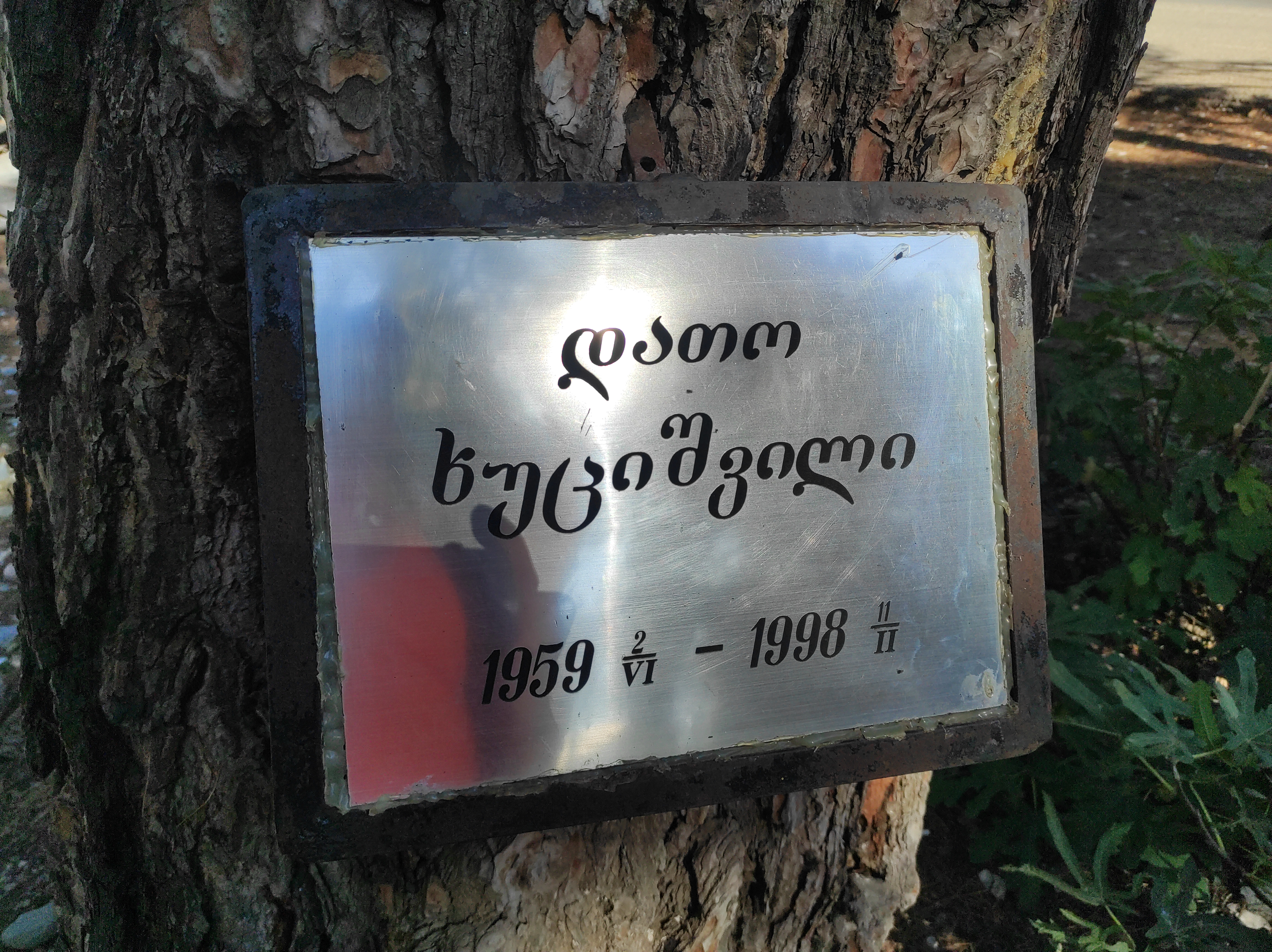
Памятная табличка Дато Хуцишвили (1959–1998) на дереве.

### Комментарии
1. ↑  Видео является репортажем телеканала «Либерал», загруженным на хостинг частным лицом. Дата события (20 января) указана в титрах, год (2011) предполагается по дате загрузки видео.
2. ↑  В некоторых официальных документах, например, в новостях о благоустройстве, парк может упоминаться под названием «центральный сквер» (груз. ცენტრალური სკვერი), что является распространённой практикой для обозначения районных зелёных зон.